# Nonea philistaea
Nonea philistaea är en strävbladig växtart som beskrevs av Pierre Edmond Boissier. Nonea philistaea ingår i släktet nonneor, och familjen strävbladiga växter. Inga underarter finns listade i Catalogue of Life.